# Michael Wilson (ciclista)
Michael Wilson (Adelaida, 15 de enero de 1960). Fue un ciclista australiano, profesional entre 1982 y 1991, cuyos mayores éxitos deportivos los logró en la Vuelta a España y en el Giro de Italia donde conseguiría sendas victorias de etapa en las ediciones de 1983 y 1982 respectivamente.

## Palmarés
| 1982 - 1 etapa en el Giro de Italia - Memorial Nencini 1983 - 1 etapa en la Vuelta a España | 1984 - Trofeo Matteotti 1989 - 1 etapa en la Tirreno-Adriático - 1 etapa en la Vuelta a Suiza |

## Resultados en las Grandes Vueltas
| Carrera         | 1982 | 1983 | 1984  | 1985 | 1986 | 1987 | 1988 | 1989 |
| --------------- | ---- | ---- | ----- | ---- | ---- | ---- | ---- | ---- |
| Giro de Italia  | 43.º | 61.º | 102.º | 8.º  | 17.º | -    | -    | -    |
| Tour de Francia | -    | -    | -     | -    | -    | -    | 50.º | 69.º |
| Vuelta a España | ̈-    | 53.º | Ab.   | -    | -    | -    | -    | -    |